# Ujandina
Ujandina (russisk: Уяндина, tr. Ujandina; jakutisk: Уйаандына, tr. Ujaandyna) er en flod i Republikken Sakha i Rusland, en venstre biflod til Indigirka. Floden dannes ved sammenløbet af floderne Irgitjan og Baky. Ujandina er 586 km lang. Flodens afvandingsareal opgives til 177.000 km². i Den store sovjetiske encyklopædis 3. oplag fra 1969 til 1978, afvandingsarealet opgives til 41.000 km² i 2. oplag fra 1950-1958. Floden fryser til i oktober og er islagt indtil maj/juni.